# Karksi-Nuia
Karksi-Nuia (deutsch Karkus-Nuija) ist eine Stadt in Südestland. Die Stadt gehört verwaltungsmäßig zur Gemeinde Mulgi im Kreis Viljandi.

## Geschichte
Karksi-Nuia liegt in einem Urstromtal zwischen zwei kleineren Seen. Im 14. Jahrhundert wurde die Ordensburg Karkus (estnisch Karksi ordulinnus) des Livländischen Ordens errichtet, die 1708 im Großen Nordischen Krieg endgültig zerstört wurde und von der nur noch die Ruine erhalten ist.
Eine richtige Siedlung entstand in der zweiten Hälfte des 19. Jahrhunderts aus Häusern von Handwerkern und landwirtschaftlichen Arbeitern. Diese gruppierten sich zwischen dem historischen Gutshof von Karksi (deutsch Karkus, schwedisch Karkhus) sowie der Schänke und der orthodoxen Kirche von Nuia (deutsch Nuija).
Die Dörfer Karksi und Nuia wurden 1987 zum Großdorf (alevik) Karksi-Nuia zusammengeschlossen. Im August 1993 wurden Karksi-Nuia die Stadtrechte verliehen. Diese Entscheidung wurde 1999 wieder rückgängig gemacht, Karksi-Nuia war bis 24. Oktober 2017 Teil der Gemeinde Karksi; nun ist es Teil der Gemeinde Mulgi.

## Sehenswürdigkeiten
Von kulturgeschichtlicher Bedeutung sind die Überreste der Ordensburg Karkus in Karksi (14. Jahrhundert), die Kapelle auf dem Gutsfriedhof von Karksi, die 1778 fertiggestellte evangelisch-lutherische Petrikirche sowie die orthodoxe St.-Alexis-Kirche (erbaut 1868).
In der Stadt befindet sich das Museum für den estnischen Dichter August Kitzberg, der in der Nähe gewohnt und geschrieben hat. Ein Denkmal für ihn aus schwarzem Stein befindet sich auf einem Hügel oberhalb der Ortschaft mit Blick in das Tal. Das Denkmal wurde 1990 errichtet. Sein Autor ist der Bildhauer Jaak Soans.

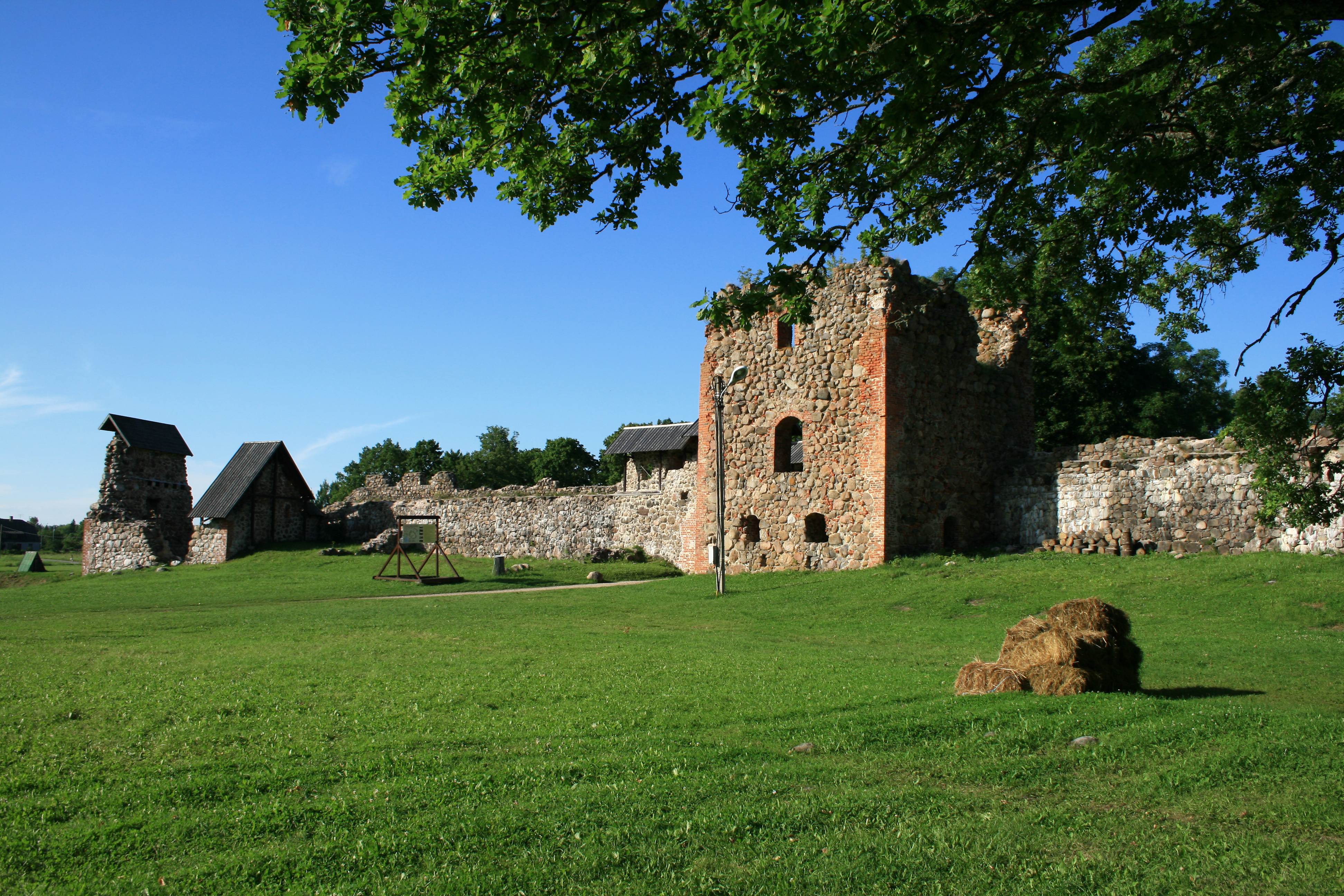
Ruine der Ordensburg Karkus
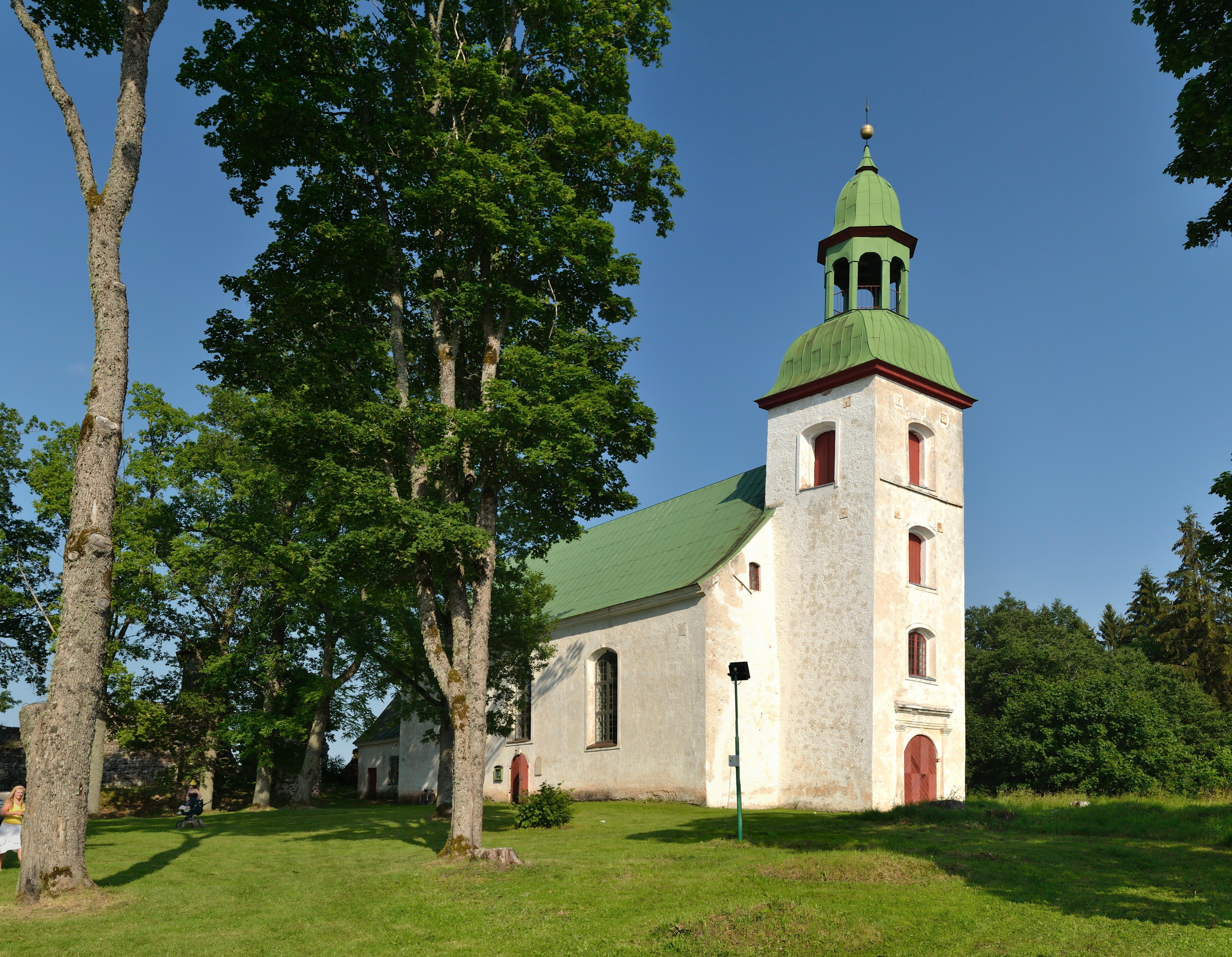
Petrikirche von Karksi
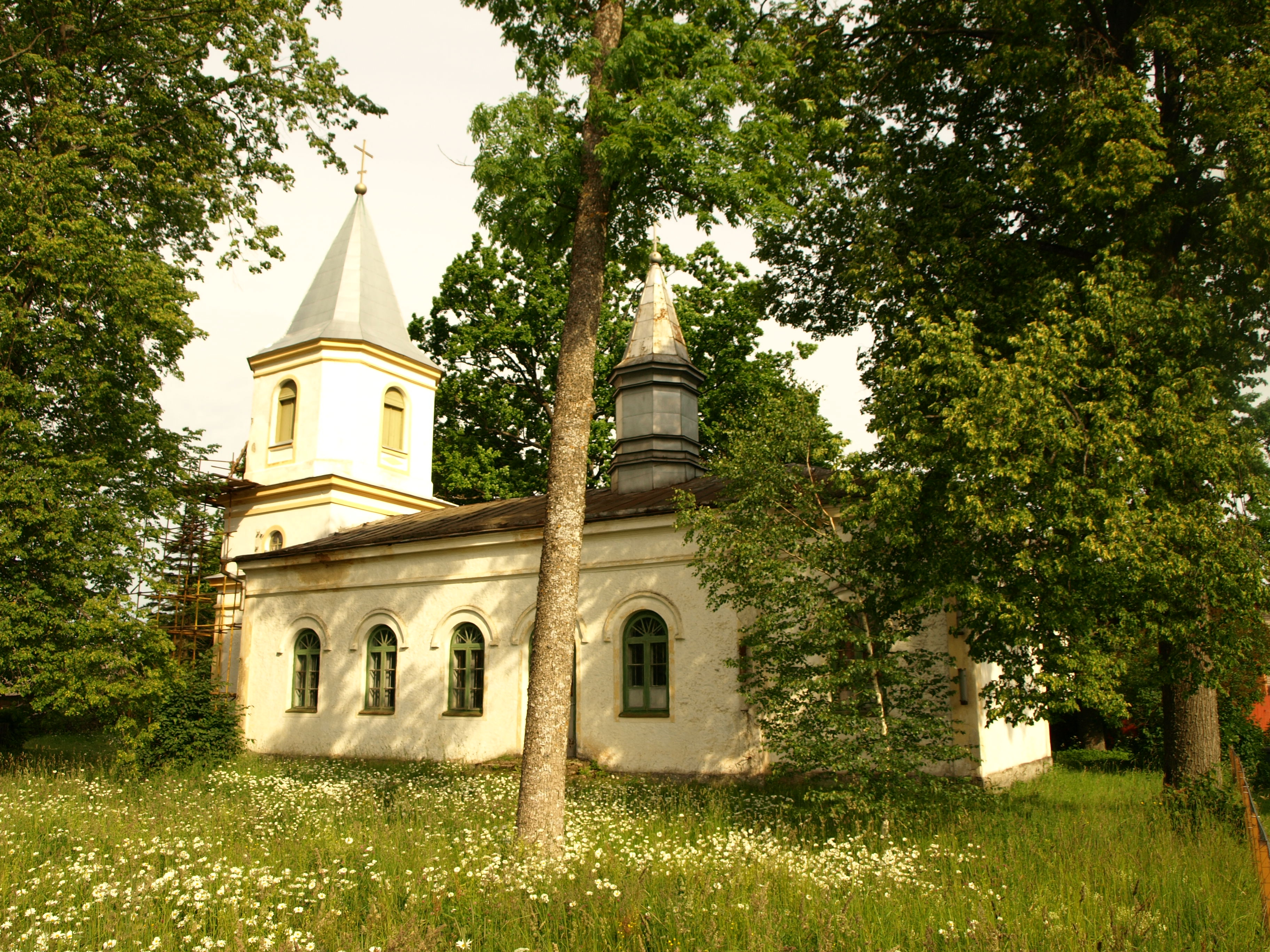
St.-Alexis-Kirche in Karksi-Nuia
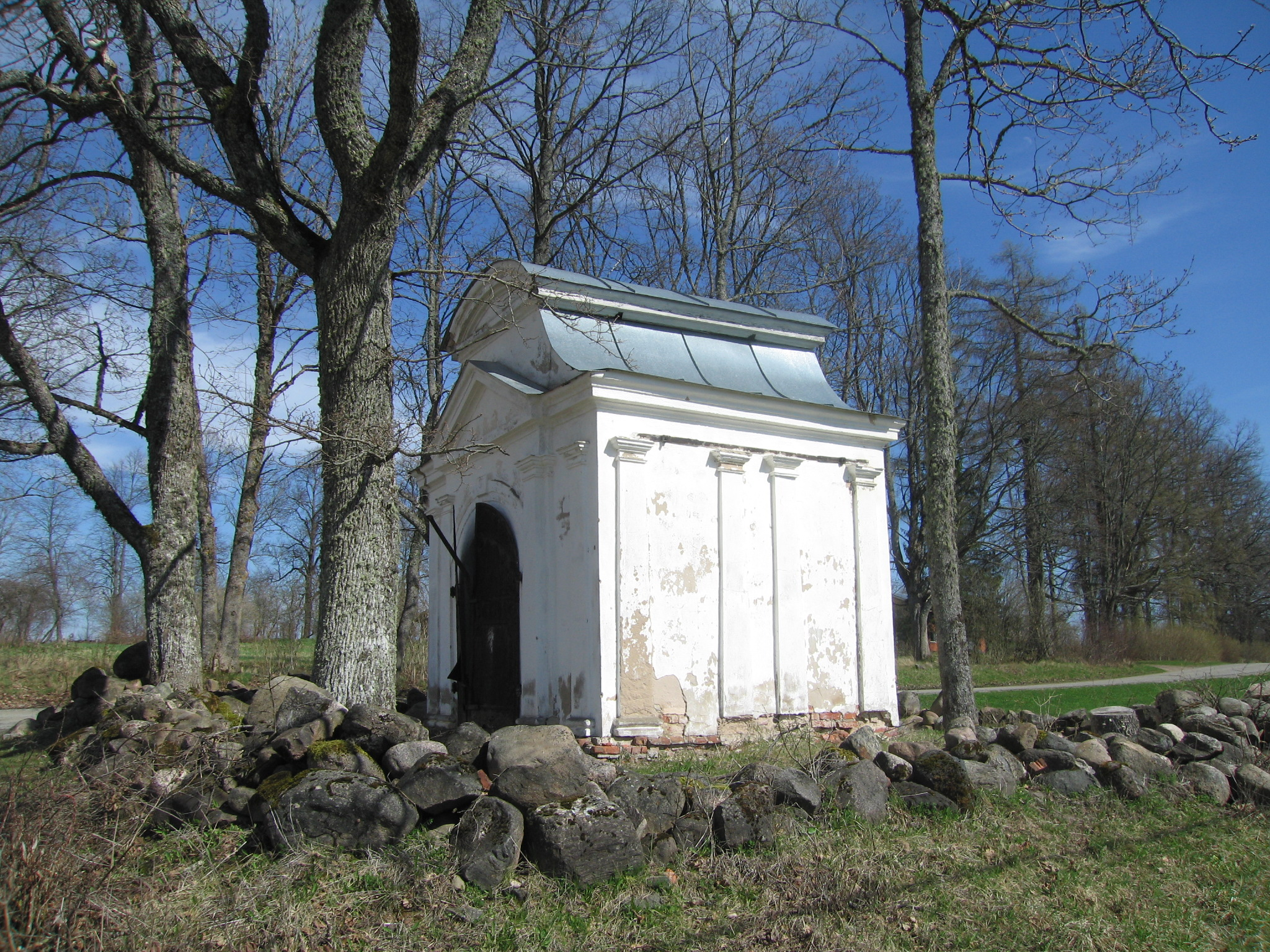
Kapelle auf dem Gutsfriedhof von Karksi
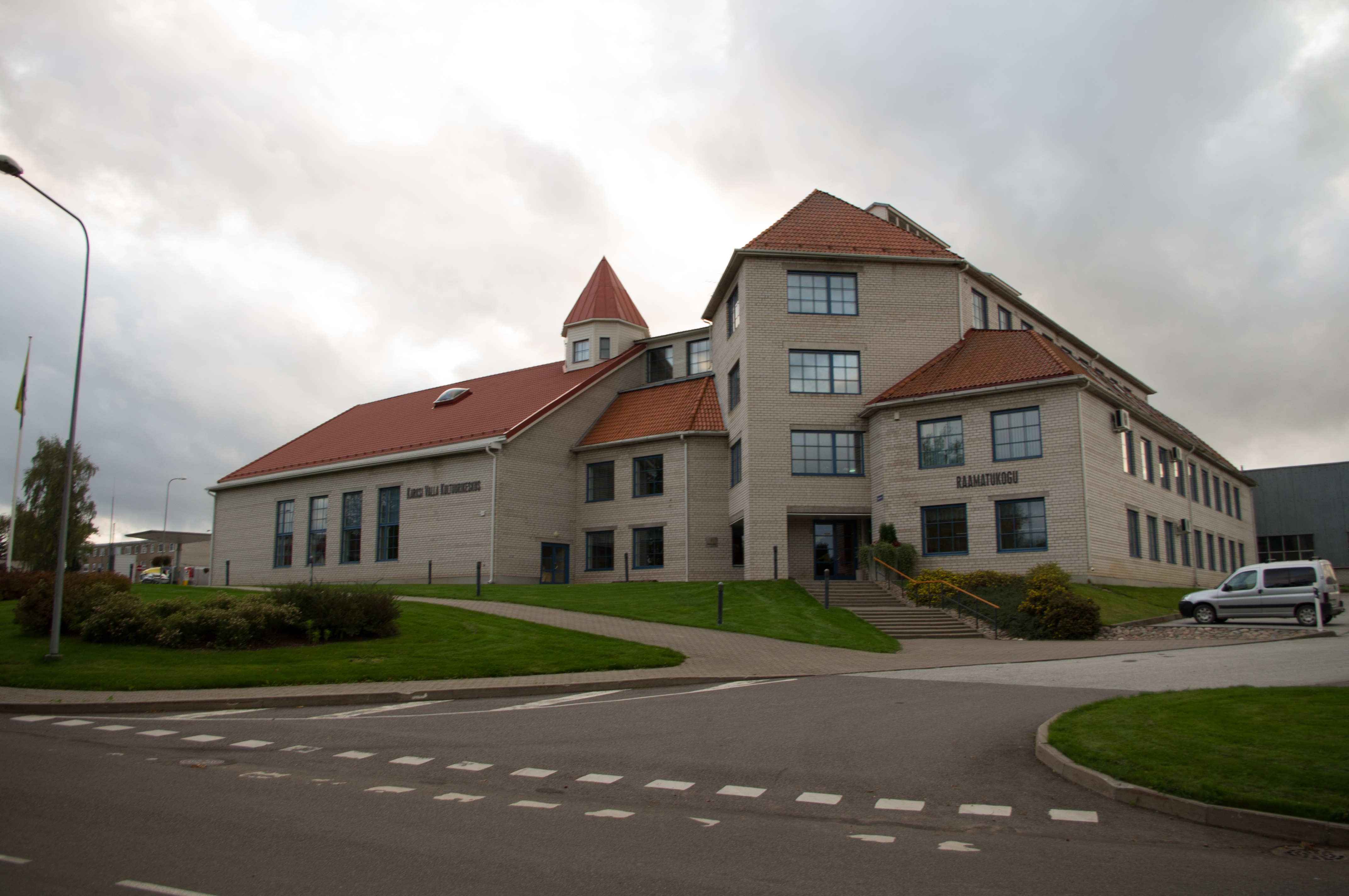
Kulturzentrum Karksi-Nuia
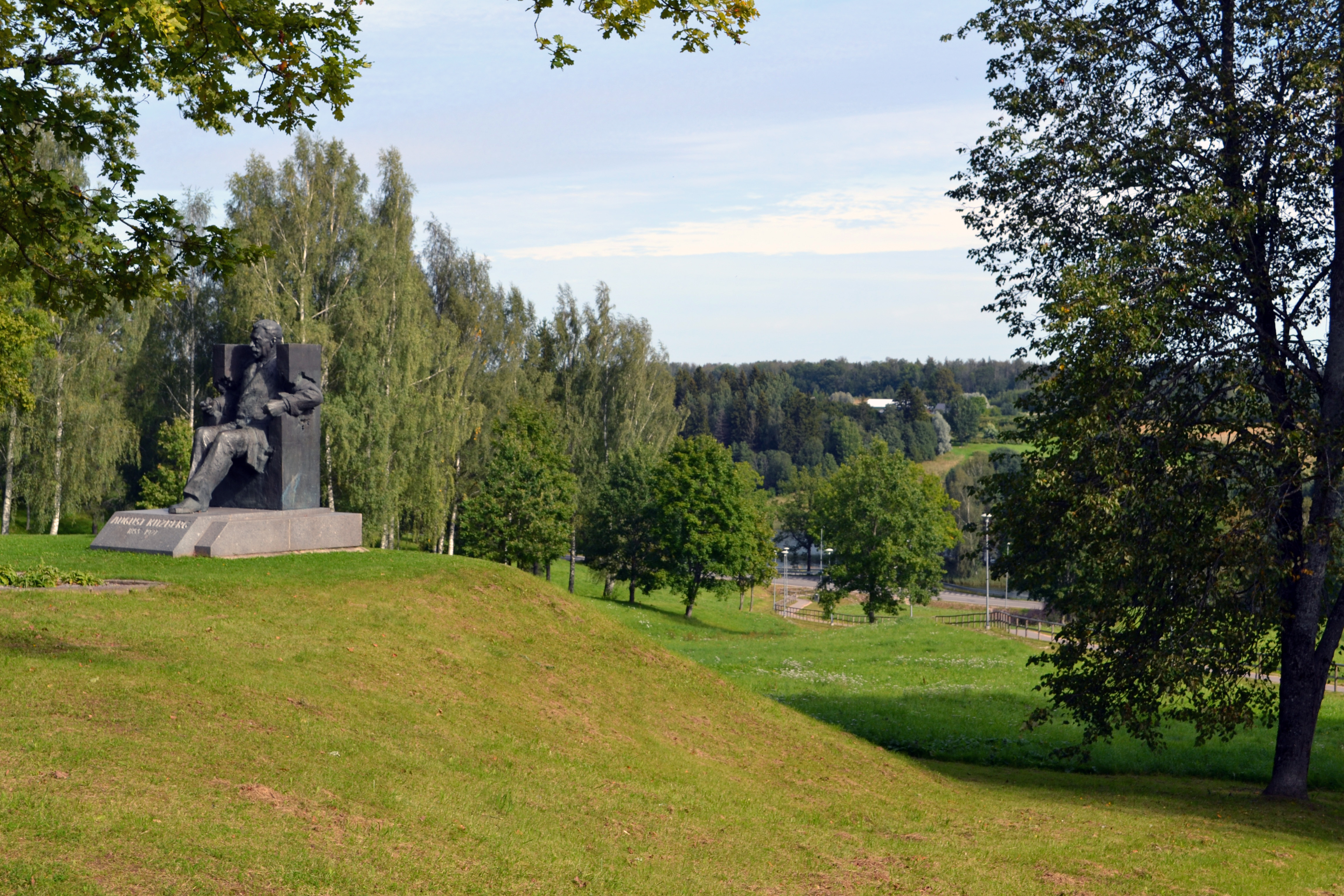
Denkmal für August Kitzberg

## Söhne und Töchter der Stadt
- Märt Israel (* 1983), Leichtathlet
- Gedly Tugi (* 2001), Speerwerferin